# Feria Bicentenario El País que Imaginamos
La Feria Bicentenario "El País que Imaginamos" es un Centro de Recursos para la Ciudadanía organizado por el Proyecto Especial Bicentenario, que provee de recursos clave y experiencias de alto
impacto para el fortalecimiento de la convivencia pacífica y una mirada común del rol ciudadano en la construcción del Perú que quiere ser. Este espacio está diseñado para establecer las bases para una nueva ciudadanía al 2021, promoviendo la convivencia, los valores, sentimiento de amor a la patria, respeto a ancestros y al medio ambiente en el Perú.

## Semana Bicentenario
La Feria Bicentenario se realiza en el marco de la Semana Bicentenario, un conjunto de actividades artísticas, culturales y científicos-sociales que se dan en una determinada región para el público general, esta apuntan a la construcción de un nuevo tipo de ciudadanía y al fortalecimiento de la identidad nacional.
La Semana Bicentenario está compuesta por tres importantes actividades:
- Feria Bicentenario: El país que Imaginamos

Es un espacio social para el ensayo de dinámicas de convivencia y valores que promuevan la empatía, curiosidad y respeto al medio ambiente, así como bienestar individual y colectivo, con el objetivo de establecer las bases para una nueva ciudadanía al 2021.
Es un centro para proveer a la ciudadanía de recursos clave y experiencias de alto impacto para el fortalecimiento de habilidades que fomenten la convivencia pacífica y una mirada común del rol del ciudadano en la construcción del país al Bicentenario del Perú.
- Cabildos 21: Festival Bicentenario de Innovación Social

Evento que reúne a las mentes más lúcidas del Perú y el mundo dedicado al intercambio de experiencias e ideas con el objetivo de reforzar identidad, promover ciudadanía y reflexionar sobre la historia para afrontar los retos globales. Apunta principalmente a jóvenes en edad universitaria, gestores culturales, líderes locales y al público en general.
- Giras Bicentenario

Las Giras Bicentenario constituyen una serie de espectáculos gratuitos que desarrollan el Ballet Folclórico Nacional del Perú, el Elenco de Folclore Nacional y la Orquesta Sinfónica Nacional del Perú en el marco de las actividades de la Semana Bicentenario, con el propósito de enriquecer la oferta cultural en el país con miras a la celebración del Bicentenario de la Independencia del Perú.

## Espacios
Mediante el edu-entretenimiento, la Feria Bicentenario ha sido pensada y diseñada por un equipo interdisciplinario como una experiencia integral, humanista y cívica. Por ello, los espacios de ciudadanía que incluye son:
| Espacios de la Feria Bicentenario | Espacios de la Feria Bicentenario | Espacios de la Feria Bicentenario |
| Ruta Gastronómica | Stands Gastronomicos | Circo de Bolsillo |
| --- | --- | --- |
| Pequeñas empresas y representantes de la cocina tradicional peruana forman parte de un circuito gastronómico-cultural que incluye panadería, chocolates, café, ajíes, quesos y papas nativas. | Espacio en donde empresas locales ofrecen alimentación orgánica, sostenible y saludable. A través de su intervención se fomenta la comprensión de la relación entre biodiversidad, cultura y nutrición. | Presentación de números artísticos al estilo de los antiguos espectáculos circenses, con mensajes alineados a las seis banderas del Bicentenario. Capta la atención de las familias a través de malabaristas, mimos, acrobacias y juegos de burbujas. |

| Ruta Formativa |
| --- |
| Es un espacio diseñado para jóvenes y familias, en el que experimentarán durante su recorrido una serie de sensaciones provocadas por estímulos audiovisuales, diseño gráfico, improvisación actoral e interacción con el entorno. Con el objetivo de que los visitantes visualicen la vida cotidiana en el marco de los valores ciudadanos que el Bicentenario promueve. De igual manera, invita a compartir y reflexionar sobre conceptos clave para el bienestar y la vida en comunidad: autoestima, honestidad, amabilidad y respeto. |

| Zona de exposiciones | Zona de exposiciones |
| Exposición: Ciencia en la Cocina | Exhibición de papas |
| --- | --- |
| Es una exposición itinerante preparada por el Consejo Nacional de Ciencia, Tecnología e Innovación Tecnológica, a través de su Programa Especial de Popularización de la Ciencia – PPOP en alianza con La Revolución y su Proyecto de Innovación Educativa SABER COMER - Programa SABE: Ciencia y Cocina. Esta exposición tiene como fin el acercamiento a la ciencia de una manera fácil y entretenida, donde se pueda asombrar y disfrutar mientras aprendemos, dándonos cuenta que a nuestro alrededor hay muchas preguntas que responder, muchísimo por descubrir y todo por aprender. Es una exposición interactiva, que llevará por un recorrido donde podremos explicar y dar sentido a cosas naturales y cotidianas como comer y cocinar, para daremos cuenta que en la cocina, como en un laboratorio científico, una sola pregunta nos abre una infinita cantidad de posibilidades, que la investigación es la mejor manera de encontrar respuestas y que un experimento siempre es mejor si es comestible. | A cargo de Celfia Obregón Ramírez, directora ejecutiva del Centro de Innovación Productiva y Transferencia Tecnológica “CITE Papa y Otros Cultivos Andinos”. La especialista es investigadora del tubérculo peruano, presenta una pequeña muestra de las 3 mil variedades de tubérculo que posee el Perú, entre las que se encontraba la papa qeqorani, la primera variedad domesticada para el consumo hace 10 mil años en poblados del lado norte del lago Titicaca. Celfia Obregón participa también del taller “La biodiversidad, mi comida y yo”, que llegó a niños y adultos, y que busca proteger y promover la variedad de cultivos como la papa y el maíz, generando mayor consumo. |

| Sala de Talleres | Sala de Talleres                                   | Sala de Talleres |
| Definición | Talleres                                           | Contenido |
| --- | -------------------------------------------------- | --- |
| Están orientados a las familias, niños y adolescentes, y buscan fomentar dinámicas de encuentro y fortalecimiento de la identidad individual y colectiva. | "La biodiversidad, mi comida y yo"                 | Enseña a niños y adultos a reflexionar sobre la educación alimentaria y la educación del gusto, con insumos como el maíz, los granos andinos y el cacao; y explora insumos nativos del Perú como herramienta que permita comprender la relación entre la naturaleza y la alimentación.            |
| Están orientados a las familias, niños y adolescentes, y buscan fomentar dinámicas de encuentro y fortalecimiento de la identidad individual y colectiva. | Taller de ciudadanía “Qué país queremos”           | Espacio en el que niños y adultos elaboran sus propias respuestas sobre conceptos clave para la ciudadanía: patria, comunidad, tolerancia, orgullo, identidad y paz. Como metodología central, propone el diálogo para practicar el ejercicio de pensar en nosotros y en el Perú que imagina ser. |
| Están orientados a las familias, niños y adolescentes, y buscan fomentar dinámicas de encuentro y fortalecimiento de la identidad individual y colectiva. | Taller de ciencia: "La neurociencia de la alegría" | Motiva a un cambio actitudinal y conductual que contribuye con la construcción de un país con sólidos valores éticos, igualitarios y ambientales. |

## Ediciones
La Feria Bicentenario inicia en el 2019, durante los Juegos Panamericanos y Parapanamericanos Lima 2019, estando presente en Culturaymi, donde se agregó un espacio adicional donde los asistentes pudieron disfrutar de una visita guiada a la exposición "Cuchimilco y el Bicentenario", figura sobre la cual se inspira Milco, la mascota de Lima 2019. 

Durante el marco de la Semana Bicentenario, se presentó las siguientes ediciones de dicho evento:
| Feria Bicentenario "El país que imaginamos" | Feria Bicentenario "El país que imaginamos" | Feria Bicentenario "El país que imaginamos" | Feria Bicentenario "El país que imaginamos" | Feria Bicentenario "El país que imaginamos" |
| Año                                         | Ciudad                                      | Fecha                                       | Lugar                                       | Referencia                                  |
| ------------------------------------------- | ------------------------------------------- | ------------------------------------------- | ------------------------------------------- | ------------------------------------------- |
| 2019                                        | Lima                                        | 27 de julio al 1 de septiembre              | Parque de la Exposición                     | [ 9 ]                                       |
| 2019                                        | Arequipa                                    | 25, 26 y 27 de octubre                      | Plaza de Yanahuara                          | [ 10 ]                                      |
| 2019                                        | Tacna                                       | 22, 23 y 24 de noviembre                    | Plaza Juan Pablo II                         | [ 2 ]                                       |
| 2020                                        | -                                           | -                                           | -                                           | -                                           |
| 2020                                        | -                                           | -                                           | -                                           | -                                           |
| 2020                                        | -                                           | -                                           | -                                           | -                                           |
| 2020                                        | -                                           | -                                           | -                                           | -                                           |
| 2021                                        | -                                           | -                                           | -                                           | -                                           |
| 2021                                        | -                                           | -                                           | -                                           | -                                           |
| 2021                                        | -                                           | -                                           | -                                           | -                                           |